# Stemphylium loti
Stemphylium loti är en svampart som beskrevs av J.H. Graham 1953. Stemphylium loti ingår i släktet Stemphylium och familjen Pleosporaceae.   Inga underarter finns listade i Catalogue of Life.